# Glypta tricincta
Glypta tricincta är en stekelart som beskrevs av Léon Abel Provancher 1890. Glypta tricincta ingår i släktet Glypta och familjen brokparasitsteklar. Inga underarter finns listade i Catalogue of Life.